# III Всероссийский единоверческий съезд
III Всероссийский единоверческий съезд (Третий Всероссийский Съезд православных старообрядцев) — третий общецерковный съезд единоверческих клириков и мирян Русской православной церкви, проходивший 19 — 22 июня 1927 года в Нижнем Новгороде. Председателем съезда был избран единоверческий епископ Керженский Павел (Волков). Ещё двое единоверческих иерархов, епископ Мстёрский Амвросий (Сосновцев) и епископ Саткинский Вассиан (Веретенников) присутствовали на соборе как почётные председатели.

## Проведение
7 мая 1925 года собрание единоверцев Нижегородской губернии числом 37 человек от 25 приходов выразило пожелание в том числе «о необходимости созыва Третьего Всероссийского съезда православных старообрядцев для выяснения вопросов общего управления единоверием». О созыве Третьего съезда было решено ходатайствовать перед властям 2 июня 1926 года на Нижегородском губернском съезде единоверцев.
9 мая 1927 года Народный Комиссариат Внутренних Дел выдал единоверцам разрешение на проведение Съезда в Нижнем Новгороде при единоверческом храме Святого Духа с 19 по 27 июня. Извещение о данном разрешении было разослано по единоверческим приходам Советского Союза.
В программу работы заседания вошли следующие вопросы:
1. Православное старообрядчество: внутренняя основа его жизни, современное состояние и задачи.
2. Православно-старообрядческие епархии и их взаимоотношения между собою.
3. Православно-старообрядческий приход.
4. Отношение православного старообрядчества к другим старообрядческим группировкам.
5. Духовное образование православных старообрядцев и подготовка кандидатов в клир.

На съезд прибыли 142 делегата от 200 единоверческих приходов России. Время тяжелых испытаний не остановило людей, наоборот, заставило их сплотиться и продолжить жить церковной жизнью. Приведем некоторые выдержки из решений по вопросам Съезда.
По первому вопросу (выступал епископ Павел Керженский). «Тело Христово не безпорядочная масса однородных частей, но стройное единство разнородных, взаимно-восполняющих органов. Каждый верующий не механически прикладывается к Телу, но органически входит в церковное единство. Вхождение верующего в это единство, вчленение себя в церковный организм достигается взаимодействием двух сил: благодати и человеческих стремлений к совершенству. Стремиться к совершенству зависит от воли человека, а постоянным источником, откуда почерпается верующими благодать, являются главным образом молитвословия и чинопоследования церковные, обряды и таинства, одним словом, та область религии, которая называется культом. Культ есть сердце религии. В культе происходит закономерное соединение Небесного с земным, благодати с существом, человека с Богом. Мыслить догматически правильно и поступать нравственно, жить воистину православно-церковной жизнью можно лишь при условии постоянного Богообщения через Богоустановленные символы культа. Отсюда характер нашей церковной жизни определяется одним словом: культоцентризм». Старообрядчество? Вполне. И именно с этих тезисов по сути и начинается сам Съезд, здесь ответ на первый его вопрос.
По второму вопросу повестки в резолюции единоверцы постановили создать единый духовный округ (что свидетельствует о желании централизации); обозначили некоторые правила деятельности епископов; отметили необходимость создания новых кафедр. Что это? Година гонений? И она не пугает единоверцев, и продолжают они жить полной церковной жизнью, говорят о необходимости увеличения количества епископата.
Решение по третьему вопросу программы о православно-старообрядческом приходе призывает единоверцев к таким, казалось бы, элементарным вещам, как изучение Священного Писания, отказ от вредных греховных привычек, посещение церковных богослужений и совершение дел милосердия и благотворительности. Необходимость отражения таких обычных для христианина предметов в резолюции съезда показывает на явный упадок в благочестии верующих за прошедшее после революции десятилетие.
Четвертый вопрос, довольно важный, говорит о необходимости вести переговоры о воссоединении со всеми «братьями старообрядцами» в лоне Вселенской Церкви. Единоверцы помнят об одной из важнейших своих задач и в годину нестроений: нужно продолжать дело врачевания раскола.
Наконец, по пятому вопросу единоверцы постановили подать ходатайство об открытии пастырской школы близ Москвы. По итогам Съезда постановили «каждому православно-старообрядческому епископу образовать из сведущих людей епархиальное содружество — братство для оказания помощи клиру и мирянам при достижении ими духовного самообразования. Епископы ни в коем случае не должны пропускать в клир неподготовленных и неподходящих по своим религиозным и нравственным качествам лиц».

## Итоги
Большинство решений единоверческого съезда не было претворено в жизнь. Главным образом по причине репрессий против духовенства и верующих вплоть до их физического уничтожения и массовому закрытию храмов. 11 марта 1937 года патриарший местоблюститель митрополит Сергий издал определение № 31, предписывающее из-за отсутствия (ареста) единоверческого епископа Вассиана (Веретенникова) «управление единоверческими приходами в каждой епархии впредь до новых распоряжений передать местным архипастырям на общем основании». Число единоверческих приходов в виду подобного решения, усиливающегося гонениями, резко пошло на убыль. К 1988 году на территории СССР действовало всего три единоверческих прихода.
Из-за того, что материалы собора не были изданы, о соборе долгое время практически ничего не было известно. Только в 2016 году единоверческий священник Евгений Саранча обнаружил в Государственном Архиве Российской Федерации в Москве и Государственном музее истории религии дела, содержащие сведения о Третьем единоверческом съезде. 26 января 2017 года он выступил с докладом  «Третий Всероссийский съезд православных старообрядцев (единоверцев) и предшествовавшие ему события» в рамках XXV Международных Рождественских образовательных чтений в Москве, в храме Христа Спасителя.